# Athose
Athose foi uma comuna francesa na região administrativa de Borgonha-Franco-Condado, no departamento de Doubs. Estendia-se por uma área de 7,63 km². Em 2010 a comuna tinha 168 habitantes (densidade: 22 hab./km²).
Em 1 de janeiro de 2016, passou a fazer parte da nova comuna de Les Premiers-Sapins.